# ثریا قاسمی
مولود ملاقاسم (زادهٔ ۲ آذر ۱۳۱۹) با نام هنری ثریا قاسمی، بازیگر اهل ایران است. او فعالیت حرفه‌ای خود را در اوایل دههٔ ۱۳۴۰ آغاز کرد و در سینما و تلویزیون پرکار بوده است. او در سال ۱۳۷۹ برای نقش آفرینی در مارال برندهٔ سیمرغ بلورین بهترین بازیگر زن جشنواره فیلم فجر شد. همچنین برای بازی در ویلایی‌ها (۱۳۹۵) سیمرغ بلورین بهترین بازیگر نقش مکمل را کسب کرد.

## زندگی‌نامه
ثریا قاسمی، ۲۵ آذر ۱۳۱۹ در تهران متولد شد. وی دختر حمیده خیرآبادی است. اوایل دهه ۱۳۴۰ با گویندگی رادیو کار حرفه‌ای خود را شروع کرد و سپس به تئاتر رو آورد. در همان سال‌ها به دوبله هم پرداخت و در سریال پرهوادار «بالاتر از خطر» صحبت کرد. در نمایش‌هایی مثل «آنتیگون» و «از پشت شیشه‌ها» (رکن‌الدین خسروی) و «آندورا» (حمید سمندریان) روی صحنه رفت. گذشته از فیلم کوتاه «تلفن» با ایفای یکی از نقش‌های اصلی آرامش در حضور دیگران عرصه جدی سینما را آزموده و آنقدر قدرتمند ظاهر شد که پس از گذشت این همه سال با اولین فیلم بلندش به یاد آورده می‌شود. همچنین ثریا قاسمی در سال‌های ابتدای فعالیتش در یکی از اولین سریال‌های تلویزیونی ایرانی با نام «پیوند» (نصرت کریمی) بازی کرد. با این همه او پس از حضور در فیلم ناصر تقوایی ـ که چهار سال پس از ساخت امکان نمایش عمومی پیدا کرد ـ ترجیح داد فعالیت اصلی اش را در رادیو و تئاتر متمرکز کند.
فیلم اول ناصر تقوایی علاوه بر این که در جریان سینمای تجاری ایران تجربه نامتعارفی بود، تصویر بسیار متفاوتی از شخصیت زن به نمایش گذاشت. او برخلاف مادرش (حمیده خیرآبادی) در فیلم‌های کمی بازی کرد و عمده تجربه‌های سینمایی اش مربوط به دهه هشتاد است. در اوایل دهه ۷۰، ثریا قاسمی در چند برنامه تلویزیونی به عنوان مجری حضور پیدا کرد و به دکلمه اشعار شاعران کلاسیک ایرانی پرداخت. این بازیگر باسابقه سینما، تئاتر، رادیو و تلویزیون پس از این که به خاطر بازی در مارال برنده سیمرغ بلورین بهترین بازیگر نقش اول زن از نوزدهمین جشنواره فیلم فجر در سال ۱۳۷۹ شد، توانست فرصت ایفای نقشهای متفاوت تری را هم پیدا کند که بازی در شام آخر و دختر شیرینی فروش از آن جمله بود. بازی کوتاهش در شام آخر جایزه بهترین بازیگر نقش مکمل را از جشن خانه سینما برای او به همراه داشت و پس از دختر شیرینی فروش به بازی در فیلم‌های کمدی گرایش پیدا کرد. دو سریال تلویزیونی در پناه تو (حمید لبخنده) و شب دهم (حسن فتحی) با بازی ثریا قاسمی محبوبیت فراوانی پیدا کرد. در کنار این‌ها بازی او در تله تئاترهایی مثل «به سوی دمشق» (حمید سمندریان)، «نکراسوف» (محمد رحمانیان) و «به سوی کعبه» (تاجبخش فناییان) به چشم آمد.
وی در سال ۱۳۹۵ در سی و پنجمین جشنواره فیلم فجر به خاطر بازی در فیلم سینمایی ویلایی‌ها برنده سیمرغ بلورین بهترین بازیگر نقش مکمل زن شد.

## فیلم‌شناسی

### سینمایی
| سال  | نام فیلم                    | کارگردان         |
| ---- | --------------------------- | ---------------- |
| ۱۴۰۲ | پرواز ۱۷۵                   | محمدحسین حقیقت   |
| ۱۳۹۹ | حرف آخر                     | ابراهیم شفیعی    |
| ۱۳۹۸ | منفی ۱                      | امیدرضا خیرخواه  |
| ۱۳۹۷ | دوچ                         | امیر مشهدی عباس  |
| ۱۳۹۵ | خانه کاغذی                  | مهدی صباغ‌زاده    |
| ۱۳۹۵ | ویلایی‌ها                    | منیره قیدی       |
| ۱۳۹۴ | سایه                        | مسعود نوابی      |
| ۱۳۹۳ | پانسیون دختران              | مریم ابراهیم‌وند  |
| ۱۳۹۳ | پدر آن دیگری                | یدالله صمدی      |
| ۱۳۹۲ | لعنتی خنده‌دار               | بیژن شیرمرز      |
| ۱۳۹۱ | بن‌بست یلدا                  | عباس رنجبر       |
| ۱۳۸۸ | عروسک                       | ابراهیم وحیدزاده |
| ۱۳۸۷ | دعوت                        | ابراهیم حاتمی‌کیا |
| ۱۳۸۷ | شیرین                       | عباس کیارستمی    |
| ۱۳۸۷ | در شب عروسی                 | رضا قهرمانی      |
| ۱۳۸۶ | ملودی                       | جهانگیر جهانگیری |
| ۱۳۸۵ | دختر میلیونر                | اکبر خامین       |
| ۱۳۸۵ | سربلند                      | سعید تهرانی      |
| ۱۳۸۵ | محاکمه                      | ایرج قادری       |
| ۱۳۸۵ | مهمان                       | سعید اسدی        |
| ۱۳۸۴ | شاهزاده ایرانی              | محمد نوری‌زاد     |
| ۱۳۸۳ | رستگاری در هشت و بیست دقیقه | سیروس الوند      |
| ۱۳۸۳ | سرود تولد                   | علی قوی تن       |
| ۱۳۸۲ | معادله                      | ابراهیم وحیدزاده |
| ۱۳۸۲ | بله‌برون                     | داوود موثقی      |
| ۱۳۸۰ | عشق فیلم                    | ابراهیم وحیدزاده |
| ۱۳۸۰ | دختر شیرینی‌فروش             | ایرج طهماسب      |
| ۱۳۸۰ | خاکستری                     | مهرداد میرفلاح   |
| ۱۳۸۰ | شام آخر                     | فریدون جیرانی    |
| ۱۳۷۹ | مارال                       | مهدی صباغ‌زاده    |
| ۱۳۷۵ | حریف دل                     | رضا گنجی         |
| ۱۳۷۱ | مجسمه                       | ابراهیم وحیدزاده |
| ۱۳۶۸ | خواستگاری                   | مهدی فخیم‌زاده    |
| ۱۳۶۷ | ستاره و الماس               | سیامک شایقی      |
| ۱۳۶۵ | خانه ابری                   | حجت‌الله سیفی     |
| ۱۳۵۷ | زنده باد …                  | خسرو سینایی      |
| ۱۳۴۹ | آرامش در حضور دیگران        | ناصر تقوایی      |

### مجموعه تلویزیونی
| سال       | عنوان مجموعه                     | کارگردان                  | توضیحات            |
| --------- | -------------------------------- | ------------------------- | ------------------ |
| ۱۴۰۳      | فریبا                            | محمود معظمی               | شبکه سه            |
| ۱۴۰۳      | سوجان                            | حسین تبریزی               | شبکه یک            |
| ۱۴۰۳      | تانک خورها                       | پرویز شیخ طادی            | شبکه سه            |
| ۱۴۰۳      | بی تو می‌میرم                     | عباس مرادیان              | شبکه نمایش خانگی   |
| ۱۴۰۲      | رحیل                             | مسعود آب‌پرور              | شبکه سه            |
| ۱۴۰۲      | عشق کوفی                         | حسن آخوندپور              | شبکه سه            |
| ۱۴۰۱      | گیل‌دخت                           | مجید اسماعیلی             | شبکه یک            |
| ۱۴۰۱      | حکم رشد                          | حسن لفافیان               | شبکه سه            |
| ۱۴۰۰      | خودخواسته                        | علیرضا بذرافشان           | شبکه یک            |
| ۱۴۰۰      | برف بی صدا می‌بارد                | پوریا آذربایجانی          | شبکه سه            |
| ۱۴۰۰      | زندگی زیباست                     | قاسم جعفری                | شبکه دو            |
| ۱۴۰۰      | بچه‌مهندس ۴                       | احمد کاوری                | شبکه دو            |
| ۱۳۹۹      | آقازاده                          | بهرنگ توفیقی              | شبکه نمایش خانگی   |
| ۱۳۹۹      | بچه مهندس ۳                      | علی غفاری                 | شبکه دو            |
| ۱۳۹۷      | هیئت مدیره                       | مازیار میری               | شبکه تهران         |
| ۱۳۹۷      | پرواز پروانه را ببین             | احسان صادقی               | شبکه اشراق (زنجان) |
| ۱۳۹۷      | دنیای گمشده                      | امین امانی                |                    |
| ۱۳۹۶      | "شایعه" (تله‌تئاتر)               | داوود رشیدی               | شبکه چهار          |
| ۱۳۹۵      | آرام می‌گیریم                     | روح‌الله سهرابی            | شبکه دو            |
| ۱۳۹۴      | پشت بام تهران                    | بهرنگ توفیقی              | شبکه یک            |
| ۱۳۹۴      | معمای شاه                        | محمدرضا ورزی              | شبکه یک            |
| ۱۳۹۴      | تعبیر وارونه یک رؤیا             | فریدون جیرانی             | شبکه یک            |
| ۱۳۹۳      | رخصت                             | قدرت‌الله صلح‌میرزایی       | شبکه قرآن          |
| ۱۳۹۳      | فاخته                            | محمودمعظمی                | شبکه دو            |
| ۱۳۹۲      | ستاره حیات                       | جواد ارشاد                | شبکه سه            |
| ۱۳۹۲      | آوای باران                       | حسین سهیلی‌زاده            | شبکه سه            |
| ۱۳۹۲      | یادآوری                          | حجت قاسم‌زاده اصل          | شبکه آی فیلم       |
| ۱۳۹۲      | سرزمین مادری                     | کمال تبریزی               | شبکه سه            |
| ۹۲–۱۳۹۱   | کلاه پهلوی                       | سید ضیاءالدین دری         | شبکه یک            |
| ۱۳۹۰      | نابرده رنج                       | علی‌رضا بذرافشان           | شبکه یک            |
| ۱۳۸۹      | کمی دورتر (تله‌فیلم)              | مجید اسماعیلی             |                    |
| ۱۳۸۹      | قفسی برای پرواز                  | یوسف سیدمهدوی             | شبکه یک            |
| ۱۳۸۹      | جراحت                            | محمدمهدی عسگرپور          | شبکه سه            |
| ۱۳۸۸      | دفترخانه شماره ۱۳                | سید وحید حسینی            | شبکه یک            |
| ۱۳۸۷      | بیا از گذشته حرف بزنیم (تله‌فیلم) | حمید نعمت‌الله             |                    |
| ۱۳۸۷      | جاده در دست تعمیر                | حسین تبریزی               | شبکه دو            |
| ۱۳۸۶      | چهل سرباز                        | محمد نوری‌زاد              | شبکه دو            |
| ۱۳۸۵      | صاحبدلان                         | محمدحسین لطیفی            | شبکه یک            |
| ۱۳۸۴      | "جاده‌ای به‌سوی کعبه" (تله‌تئاتر)   | تاجبخش فناییان            | شبکه چهار          |
| ۱۳۸۴      | روح مهربان                       | امیر قویدل                | شبکه یک            |
| ۱۳۸۴      | او یک فرشته بود                  | علیرضا افخمی              | شبکه دو            |
| ۱۳۸۳      | دوباره زندگی                     | نادر مقدس                 | شبکه تهران         |
| ۱۳۸۲      | معصومیت ازدست‌رفته (فقط صداپیشه)  | داوود میرباقری            | شبکه سه            |
| ۱۳۸۲      | "نکراسف (تله‌تئاتر)"              | محمد رحمانیان             | شبکه چهار          |
| ۱۳۸۲      | خانه‌ای در تاریکی                 | سعید سلطانی               | شبکه سه            |
| ۱۳۸۲      | این راهش نیست                    | نوید میهن‌دوست             | شبکه سه            |
| ۱۳۸۱–۱۳۸۰ | "به‌سوی دمشق" (تله‌تئاتر)          | حمید سمندریان             | شبکه چهار          |
| ۱۳۸۰      | فاصله                            | کاظم بلوچی                | شبکه یک            |
| ۱۳۸۰      | شب دهم                           | حسن فتحی                  | شبکه یک            |
| ۱۳۸۰      | خانهٔ پدری                        | فریدون حسن‌پور             | شبکه تهران         |
| ۱۳۷۹      | پس از باران                      | سعید سلطانی               | شبکه سه            |
| ۸۰–۱۳۷۹   | قلب یخی                          | مسعود رشیدی               | شبکه سه            |
| ۷۷–۱۳۷۶   | در قلب من                        | حمید لبخنده               | شبکه سه            |
| ۱۳۷۶      | گل‌های آفتابگردان (بازیگر مهمان)  | مسعود شاه محمدی           | شبکه یک            |
| ۱۳۷۶      | همه فرزندان من                   | محمد دستگردی              | شبکه یک            |
| ۱۳۷۶–۱۳۷۵ | تهران ۱۱–۵۹۵ ج ۴۸ (بازیگر مهمان) | مرضیه برومند              | شبکه تهران         |
| ۱۳۷۵      | شمایل                            | احمد قربانی               | شبکه یک            |
| ۱۳۷۵–۱۳۷۴ | حکایت میرزا یحیی                 | حمید لبخنده               | شبکه دو            |
| ۱۳۷۳      | برگی از زندگی                    | هرمز هدایت                | شبکه دو            |
| ۱۳۷۳      | در پناه تو                       | حمید لبخنده               | شبکه دو            |
| ۱۳۷۳      | نیمهٔ پنهان ماه                   | مجید جعفری                | شبکه یک            |
| ۱۳۷۲      | لبخند زندگی                      | محمد دستگردی              | شبکه یک            |
| ۱۳۷۳–۱۳۶۷ | شاخهٔ طوبی                        | مهدی علی احمدی            | شبکه یک            |
| ۱۳۶۷      | «یکی از این روزها» (تله‌تئاتر)    | فریدون فرهودی             | شبکه یک            |
| ۱۳۶۶      | آئینه (سری سوم)                  | فریدون فرهودی             | شبکه یک            |
| ۱۳۶۶–۱۳۶۵ | گرگ‌ها                            | داوود میرباقری            | شبکه یک            |
| ۱۳۵۶      | مستنطق                           | شاپور قریب و عباس جوانمرد | تلویزیون ملی ایران |
| ۱۳۵۶      | به دنبال بنفشه                   | منصور پورمند              | تلویزیون ملی ایران |
| ۱۳۵۳      | تلخ و شیرین                      | منصور پورمند              | تلویزیون ملی ایران |
| ۱۳۵۲      | قصه عشق                          | منصور پورمند              | تلویزیون ملی ایران |
| ۱۳۴۸–۱۳۴۶ | پیوند                            | نصرت کریمی                | تلویزیون ملی ایران |

### دوبله
| سال       | عنوان مجموعه       | بازیگر         | نقش                         | مدیر دوبلاژ                    |
| --------- | ------------------ | -------------- | --------------------------- | ------------------------------ |
| ۱۹۸۳–۱۹۸۴ | سال‌های دور از خانه | ترکو ناگاوکا   | کیو تاناکورا (مادر ریوزو)   | ژاله علو                       |
| ۱۹۸۶      | داستان زندگی       | کی‌یرین کیکی    | یائه تاچیبانا (مادر هانیکو) | عطاءالله کاملی                 |
| ۲۰۱۹      | جوکر               | فرانسیس کانروی | پنی فلک                     | محمدعلی جان‌پناه                |
| ۱۳۹۹      | هالووین هیوبی      | جون اسکویب     | مادر هیوبی                  | زهره شکوفنده (استودیو کوآلیما) |
| ۱۴۰۱      | پسر دلفینی۱        | ---            | بی بی زار                   | حامد عزیزی                     |
| ۱۴۰۳      | پسر دلفینی۲        | ---            | بی بی زار                   | حامد عزیزی                     |
| ۲۰۲۰      | رهایش کن           | لسلی منویل     | بلانش ویبوی                 | محمدعلی جان‌پناه                |

## جوایز و افتخارات
- برنده جایزه بهترین بازیگر نقش مکمل زن از جشنواره فیلم آسیا پاسیفیک برای فیلم ویلایی‌ها، (۲۰۱۸–۱۳۹۶)[۹]
- برنده دیپلم افتخار بهترین بازیگر نقش اول زن از یازدهمین جشن منتقدان و نویسندگان سینمایی ایران برای فیلم ویلایی‌ها، (۱۳۹۶)[۱۰]
- نامزد تندیس زرین بهترین بازیگر نقش مکمل زن از نوزدهمین جشن خانه سینما برای فیلم ویلایی‌ها، (۱۳۹۶)[۱۱]
- برنده سیمرغ بلورین بهترین بازیگر نقش مکمل زن از سی و پنجمین جشنواره فیلم فجر برای فیلم ویلایی‌ها، (۱۳۹۵)[۱۲]
- برنده تندیس زرین بهترین بازیگر نقش مکمل زن از ششمین جشن خانه سینما برای فیلم شام آخر، (۱۳۸۱)[۱۳]
- برنده سیمرغ بلورین بهترین بازیگر نقش اول زن از نوزدهمین جشنواره فیلم فجر برای فیلم مارال، (۱۳۷۹)[۱۴]